# Heinrich August Pierer
Heinrich August Pierer (Altenburg, 1794. február 26. – Altenburg, 1850. május 12.) német katonatiszt, könyvkiadó.

## Életpályája
Jenában orvostudományt tanult. 1813-ban beállt Lützow szabadcsapatába (Lützowsches Freikorps). A napóleoni háború után a 19. porosz ezredben szolgált. 1821-ben az altenburgi önkéntes vadászoknál lett kapitány, majd 1831-ben őrnagy. Nyugalomba vonulása után tovább vezette orvosi képzettségű apja, Johann Freidrich Pierer által alapított könyvkiadó céget és nyomdát. Megindította és 26 kötetben 1824 és 1837 között kiadta a Pierer-féle Universal-Lexikont (Universal-Lexikon der Gegenwart und Vergangenheit oder neuestes encyclopädisches Wörterbuch der Wissenschaften, Künste und Gewerbe), amelynek két kiadását maga rendezte a sajtó alá.